# Базанов, Вадим Васильевич
Вадим Васильевич База́нов (1928—2010) — советский и российский театральный деятель, художник-технолог сцены. Кандидат искусствоведения, профессор кафедры «Театральной техники и технологии», факультета «Сценографии и театрально технологии» СПбГАТИ. Заслуженный деятель искусств РСФСР (1984). Кавалер Ордена Почёта (2007)

## Биография
Родился 30 января 1928 года.
В 1950 году после окончания постановочного факультета Школы-Студии при МХАТ СССР им. М. Горького работал в театре Северного Флота. С 1953 года начал работу в ленинградских театрах — театре им. Ленсовета и театре Комедии.
В Академии театрального искусства (ранее ЛГИТМиК) работал с 1954 года. В. В. Базанов совместно с Н. П. Акимовым является основателем постановочного факультета (ныне факультет Сценографии и театральной технологии).
Опытный и одаренный художник-технолог сцены, много и плодотворно работавший на московских, ленинградских и периферийных сценах, он принадлежал к тому типу работников высшей школы, которые строят свою педагогическую деятельность на базе личного практического опыта и его глубокого теоретического осмысления. До последних дней В. В. Базанов не прерывал живую связь с театрами, принимая участие в конструктивно-технологической разработке декораций, консультациях и творческо-консультационных выездах в театры России.
В. В. Базанов являлся одним из немногих в России специалистов, занимающихся вопросами технологии оформления спектакля и техники сцены. Среди написанных книг — «Сцена, техника, спектакль», «Театральная техника в образном решении спектакля», «Сцена XX века» и др. Его перу принадлежит фундаментальная монография «Техника и технология сцены», которая является официально утверждённым учебным пособием для студентов театральных заведений. Эта книга получила также большое признание у практических работников театра. В 2003 году эта книга была подготовлена к изданию в переработанном и значительно дополненном виде.
Научно-творческая работа В. В. Базанова неразрывно связана с исследованием ряда актуальных практических проблем. Так, по заказу Министерства культуры СССР им была выполнена большая разработка «Классификатора драматургических произведений» для АСУ «Союзкультура», исследование по организации централизованных художественно-производственных комбинатов, ряд разделов по составлению ОСТа театрально-технической терминологии. Под его руководством осуществлена разработка типовых декорационных конструкций и нормативы расхода материалов и трудозатрат на их изготовление, которые не имеют аналогов в отечественной и мировой практике.
В. В. Базанов неоднократно выезжал на международные конгрессы и семинары, где выступал с докладами. При создании Советского центра Международной организации театральных техников, художников и архитекторов /ОИСТТ/ В. В. Базанов был принят на пост председателя комиссии по образованию. А на VI Международном конгрессе ОИСТТ /Берлин, 1981/ был избран вице-президентом комиссии по образованию ОИСТТ.
В 1984 году В. В. Базанову присвоено почётное звание «Заслуженный деятель искусств РСФСР».